# Enrico Haffner
Enrico Haffner, né en 1640 et mort à Bologne en 1702, est un peintre baroque italien des XVIIe et XVIIIe siècles actif principalement à Bologne.

## Biographie
Né d'un père suisse membre de la Garde suisse pontificale stationnée à Bologne, Enrico Haffner devient lui aussi membre dans la Garde suisse en étant lieutenant. Alors que plusieurs sources racontent que lui et son frère ont subi une formation avec Domenico Maria Canuti, ils ont plutôt pratiqué la Quadratura, avec Baldassare Bianchi et Giovanni Giacomo Monti, ainsi que sous l'influence de Agostino Mitelli. Il a cependant bel et bien déjà travaillé avec Canuti puisqu'ils ont effectué ensemble la peinture de l'église Santi Domenico e Sisto à Rome. Il a aussi décoré sous le parrainage du prieur Olivétan Taddeo Pepoli le monastère de San Michele in Bosco incluant sa quadratura du maître-autel de l'église toujours avec Canuti. Il a collaboré avec Marcantonio Franceschini sur l'Église Corpus Domini de Bologne (en) et le Palazzo Marescotti Brazzetti de Bologne (en). En novembre 1661, il a commencé à travailler pour le duc de Modène pour une période d'un an avec un salaire de 130 ₤ par mois. En 1696, encore une fois avec Franceschini et pour la première fois avec Luigi Quaini, il effectue des fresques dans le couloir principal du Palazzo Ducale de Modène. Il a aussi décoré avec Giovanni Antonio Burrini à l'Église San Giovanni Battista dei Celestini (en) et avec Giovanni Gioseffo dal Sole au Palazzo Bianconcini. À Savone, il a œuvré dans l'église du Saint-Esprit (it) et le Palazzo Gavotti (it). Son frère est lui aussi devenu artiste peintre.
Giovanni Battista Revello est un de ses élèves.